# 小早川欣吾
小早川 欣吾（こばやかわ きんご、1900年6月16日 - 1944年6月15日）は、日本の法学者（法制史）。元京都帝国大学法学部教授。兵庫県神戸市生まれ。

## 来歴
立命館中学校を卒業し、1922年山口高等学校に入学。1925年に同校を卒業し、京都帝国大学法学部法律学科に入学。1929年3月に卒業し、翌月、日本法制史の研究のため、大学院に進学。1934年、同大学助教授に就任。同志社大学講師も務める。その後、1944年教授に任じられ、また人文科学研究所員に補される。
日本法制史の担当であったが、東洋法制史の講義を担当した。
没後の1944年12月、蔵書が「小早川文庫」として京都帝国大学法学部に受け入れられた。

## 主な著作
- 『日本担保法史序説』（宝文館、1933年）
- 『明治法制史論公法之部 上巻』（巌松堂書店、1940年）NDLJP:1048557
- 『日本近世民事裁判手続の研究』（日本法理研究会、1942年）
- 『明治法制史論公法之部 下巻（訂正再版）』（巌松堂書店、1944年）NDLJP:1281252
- 『続明治法制叢考』（山口書店、1944年）
- 『明治法制叢考』（京都印書館、1945年）
- 『近世民事訴訟制度の研究』（有斐閣、1957年）
- 『日本担保法史序説（改版復刊）』（法政大学出版局、1979年）
- 『（増補）近世民事訴訟制度の研究』（名著普及会、1988年）
- 『小早川欣吾先生東洋法制史論集』（常盤印書館、1996年）